# La Famille Serrano
La Famille Serrano (Los Serrano) est une série télévisée espagnole (assez proche d'une sitcom) produite par Globomedia et diffusée depuis le 22 avril 2003 sur Telecinco. En France, la série a été diffusée à partir du 28 août 2006 sur France 3. Elle est rediffusée sur NT1 à partir du 25 septembre 2010 et sur RTL9 depuis le 20 août 2012.

## Synopsis
Diego Serrano, tenancier de bar et veuf, et Lucía Gomez, enseignante et divorcée, se marient et découvrent les aléas de la famille recomposée avec leurs enfants respectifs soudainement réunis sous le même toit. Les trois fils de Diego, élevés par un père sévère, doivent désormais cohabiter avec des femmes, les deux filles de Lucía qui ne sont pas habitués à vivre avec des fans de football un peu machistes et qui ont l'habitude de traiter avec leur mère comme avec une amie. Pire aux yeux de Guille, le deuxième fils de Diego, sa belle-mère est sa professeur d'espagnol et sa demi-sœur Réza est dans sa classe alors qu'il est loin d'être un élève sage.

## Distribution

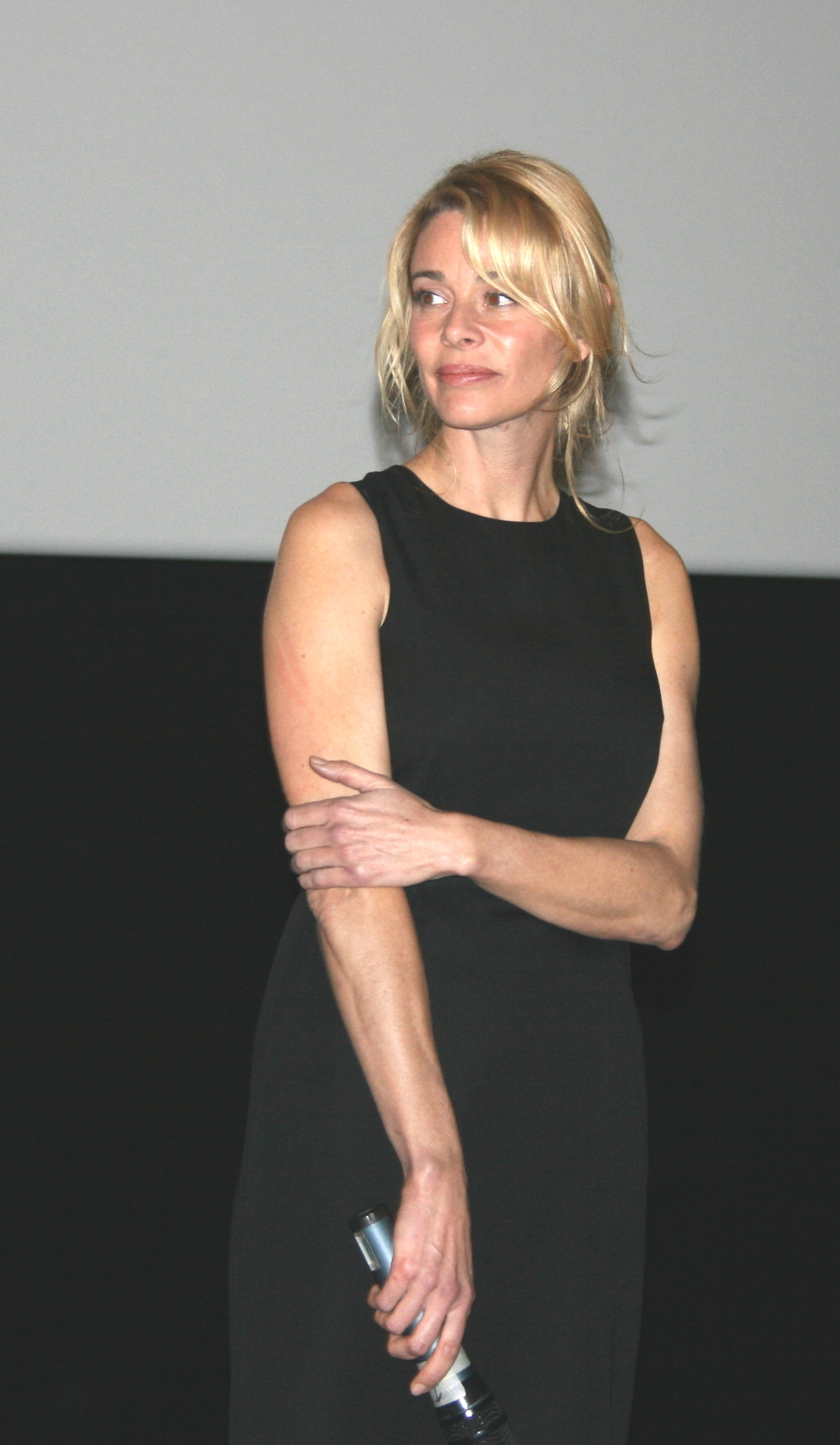
Belén Rueda, l'actrice qui interprète Lucía

### Les Serrano
- Antonio Resines (VFB : Alain Louis) : Diego Serrano, le père marié à Lucía
- Jesús Bonilla (VFB : Martin Spinhayer) : Santiago « Santi », le frère aîné de Diego et copropriétaire du bar
- Fran Perea (VFB : David Manet) : Marcos Serrano, le fils aîné de Diego
- Víctor Elías (VFB : Carole Baillien) : Guillermo Serrano « Guille », le fils cadet de Diego
- Jorge Jurado (II) (VFB : Béatrice Wegnez) : Christo (Francisco « Curro » dans la version espagnole originale), le fils benjamin de Diego, il fait souvent office de narrateur dans la série.

### Les Capdevila
- Belén Rueda (VFB : Nathalie Hons) : Lucía, la mère, mariée à Diego
- Verónica Sánchez[1] (VF : Julie Basecqz) : Eva, la fille aînée de Lucía, du même âge que Marcos
- Natalia Sánchez (VFB : Alice Ley) : Maria Teresa « Réza », la fille cadette de Lucía, du même âge que Guille
- Julia Gutiérrez Caba (VFB : Carine Seront) : Carmen « Abuela Carmen » (« grand-mère Carmen »), la mère de Lucía

### Les amis
- Alejo Sauras (VFB : Xavier Percy) : Raúl, le meilleur ami de Marcos
- Alexandra Jiménez (VFB : Maia Baran) : Africa, l'amie d'Eva et la petite amie de Raul
- Antonio Molero (VFB : Mathieu Moreau) : Fructuoso « Ferni » Martínez, mécanicien, père de Raúl et ami de Diego
- Nuria González (VFB : France Bastoen) : Candela, enseignante, épouse de "Ferni" et amie de Lucía
- Goizalde Núñez (VFB : Angélique Leleux) : Lourdes (Lourditas) est la professeur de religion du collège, qui se mariera avec Santiago à la fin de la saison 4. À cause de sa religion et de la sévère éducation de sa mère, elle est assez timide avec les hommes. Dans la saison 6, elle aura un enfant avec Santiago qui s'appellera Santiaguín.
- Ales Furundarena : Fernando González, le psychologue du collège, constamment appelé "Firmin" par Diego, Ferni et Santiago (qui n'arrivent jamais à se souvenir de son prénom). Ces derniers lui offriront même un maillot de foot avec écrit "Firmin" au lieu de "Fernando".
- Jimmy Barnatán : Chuky, ami de Marcos et Raúl
- Álex Barahona : Álex, l'ex-petit ami d'Eva. Au cours de la saison 4, il est devenu ami avec Raul, Marco, Africa, Eva et Chucky
- Andrés de la Cruz (VFB : Aurélien Ringelheim) : José María « Boliche » Bellido, un des meilleurs amis de Guille, assez enrobé, il essayera à plusieurs reprises de perdre du poids sans succès. Il est amoureux de Reza.
- Sara López (VFB : Sophie Landresse) : Yolanda « Yoli » Bellido, meilleure amie de Réza et sœur de « Boliche », assez enrobée aussi. Elle porte des lunettes.
- Adrián Rodríguez : David « DVD » Borna, un fan d'informatique. Avec « Boliche », Guille, et Reza il formera un groupe, Santa Justa Klan (SJK).
- Juan Luppi : Matias « Valdano » Scobich, est argentin et un des meilleurs amis de Guille, au début de la série il tombe amoureux de Lucía. Durant la saison 3, il retourne dans son pays mais revient à la quatrième.
- Dans certains épisodes : Helena, Joan Manuel…
Version française
  - Société de doublage : Made in Europe (saisons 1 à 4); Dubbing Brothers Belgique (saisons 5 à 8)
  - Direction artistique : Laurent Vernin
  - Adaptation des dialogues : Perrine Dézulier

## Commentaires
La chanson du générique Uno más uno son siete (un plus un font sept) est interprétée par l'acteur Fran Perea.
En Italie, Canale 5 transmet la série I Cesaroni, qui est une adaptation italienne de Los Serrano. L'action a lieu à Rome et est fort semblable à l'histoire et aux noms des personnages originaux. Néanmoins, l'humour est adapté au public italien grâce à des phrases et exclamations typiques de la ville. Enfin, dans la version italienne, tous les acteurs sont plus jeunes que dans la version originale.
En Grèce, à partir d'octobre 2007 Mega Channel transmet la série Ευτυχισμένοι Μαζί (heureux ensemble), qui est l'adaptation grecque de Los Serrano. L'action a lieu à Athènes et les personnages ont des noms grecs.